# Le Vol du grand rapide
Pour plus de détails, voir Fiche technique et Distribution.
Le Vol du grand rapide, aussi connu sous le titre L'Attaque du grand train (The Great Train Robbery), est un film américain réalisé par Edwin Stanton Porter, sorti en décembre 1903.
Ce film est considéré comme le premier western américain. Le public, peu habitué, fut effrayé par la scène d'attaque du train et surtout par le plan du desperado (Justus D. Barnes) qui tire face à la caméra, les spectateurs se baissant par réflexe de défense.

## Synopsis
Quatre hors-la-loi attaquent un train. Ils s'emparent de l'argent en faisant sauter le coffre qu'il transportait, puis dévalisent les voyageurs et prennent la fuite, poursuivis par des rangers. Cernés, ils sont tués et l'argent est récupéré.

## Fiche technique
- Titre : Le Vol du grand rapide
- Titre original : The Great Train Robbery
- Réalisation : Edwin S. Porter
- Scénario : Edwin S. Porter et Scott Marble
- Production : Edison Manufacturing Company
- Pays de production :  États-Unis
- Genre : Western
- Durée : 11 minutes 59 secondes
- Date de sortie :
  - États-Unis : 1er décembre 1903

## Distribution
- A.C. Abadie : le shérif

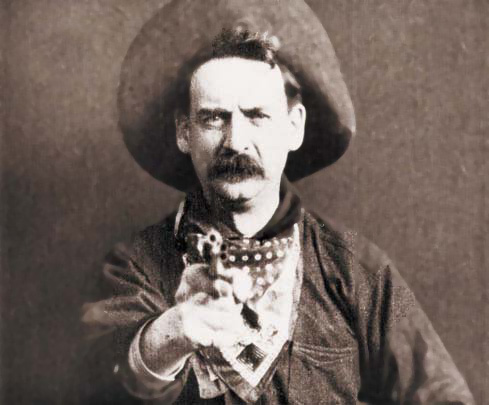
Justus D. Barnes dans un plan spécial du film.

- Gilbert M. Anderson : un hors-la-loi / le pied-tendre dans le bar / le passager tué
- Justus D. Barnes : le méchant tireur
- J. Barney Sherry
- Frank Hanaway
- Marie Murray
- Morgan Jones
- Georges Banes
- Tom London
- Mary Snow
- Walter Cameron

## Analyse stylistique

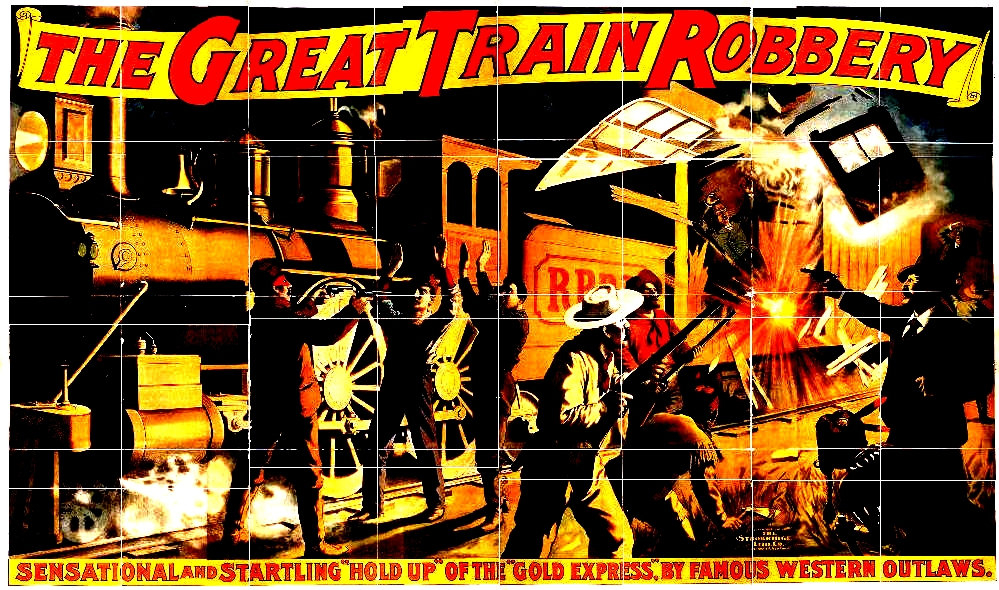
Publicité pour le film.

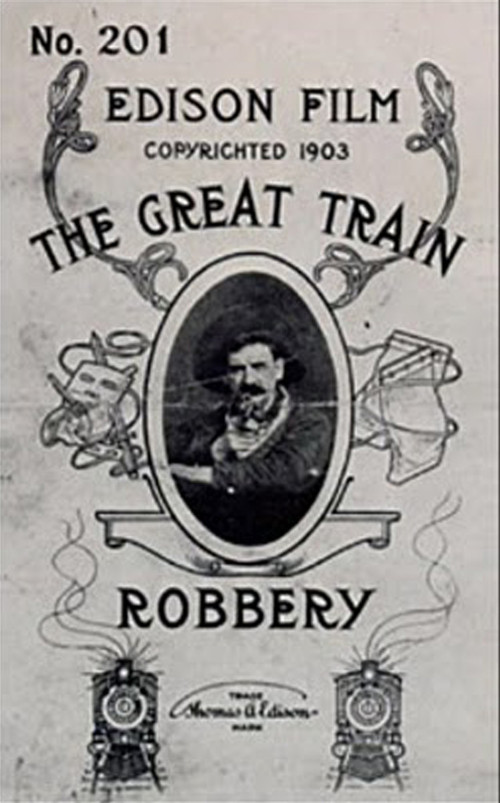
Une affiche du film.

Ce film était livré, à la demande du client, avec le célèbre plan où l'on voit Justus D. Barnes, filmé en plan rapproché (mi-poitrine) ouvrir le feu sur le public (la caméra), monté soit en tête du film, soit à la fin, soit en plein milieu quand un voyageur, essayant de fuir, est aussitôt abattu. Ce plan est effectivement totalement distinct des autres plans, tous filmés en plan moyen (vus en pied) et le personnage lui-même est étranger au récit. Mais les spectateurs de l'époque lui réservaient un accueil enthousiaste, mêlé de crainte.

Les réalisateurs avaient médité sur les films anglais de l'École de Brighton et leurs chase films (films de poursuite). E. S. Porter ne s'en cachait pas. Mais, dans Le Vol du grand rapide, il a voulu mener de front les trois actions parallèles qui peuvent se résumer ainsi selon Marie-France Briselance et Jean-Claude Morin :

« - les bandits neutralisent le chef de gare, s’emparent du train, dévalisent le fourgon postal et les voyageurs, puis s’enfuient avec leur butin,

- la fille du chef de gare, qui vient lui porter son casse-croûte, le découvre ligoté, réussit à le délivrer et lui fait reprendre connaissance, 

- les rangers et leurs épouses font la fête. 

Les trois actions se rejoignent lorsque les rangers, alertés par le chef de gare, se lancent à la poursuite des bandits, mais le cinéaste ne sait pas encore que si les actions parallèles se déroulent toujours dans des lieux différents, elles doivent aussi obligatoirement se dérouler dans le même temps. Or, Edwin Stanton Porter fait l’erreur de montrer chacune des trois actions dans son ordre de départ chronologique. Au lieu de se dérouler simultanément, les actions cumulent leur temps respectif, le temps supposé réel est en fait l’addition du temps des trois actions et quand les rangers se lancent à la poursuite des bandits, le spectateur sait déjà que ceux-ci sont en train de fuir depuis longtemps, qu’ils ont déjà une sérieuse avance. Il est alors tout à fait invraisemblable de les voir aussitôt rattrapés par les policiers, nous privant de tout effet de suspense. »